# Wohlde
Wohlde (dänisch: Volde) ist eine Gemeinde im Kreis Schleswig-Flensburg in Schleswig-Holstein.

## Geographie
Wohlde liegt in der Landschaft Stapelholm auf einer langgestreckten und stark bewaldeten Geestinsel in der moorigen Eider-Treene-Sorge-Niederung.

## Geschichte
Der Ort, der früher „in de Wold“ (= im Wald) hieß, wurde 1426 erstmals erwähnt.
Im Gemeindegebiet befindet sich die Holmer Schanze, die zu den Gottorfer Befestigungsanlagen gehört.
Vom 1. Dezember 1905 bis 1950 hatte Wohlde einen Bahnanschluss durch die Teilstrecke Schleswig Staatsbahnhof – Friedrichstadt Kreisbahnhof der Schleswiger Kreisbahn. Der Personenverkehr wurde am 1. Februar 1934 eingestellt und nach dem Zweiten Weltkrieg bis zum 13. Mai 1950 wieder aufgenommen.

## Politik

### Gemeindevertretung
Bei der Kommunalwahl am 14. Mai 2023 wurden insgesamt neun Sitze vergeben. Von diesen erhielt die Wohlder Wählergemeinschaft sechs Sitze und die CDU drei Sitze.

### Wappen
Blasonierung: „In Grün drei silberne Bäume in der Stellung 1 : 2, darunter zwei silberne Wellenbalken.“
Die noch heute großenteils erhaltene Bewaldung im Gemeindegebiet wird im Wappen durch die drei Bäume wiedergegeben. Die Lage des Ortes auf der Höhe der siedlungsgeschichtlich bedeutsamen Geestinsel wird durch die versetzte Anordnung der Bäume angedeutet. In den Zeiten vor der Beherrschung des Wasserhaushalts durch Bedeichung und Entwässerung konnten in Stapelholm Siedlungen nur auf den Geestinseln, Holme genannt, angelegt werden. Auf die beiden Flüsse Treene und Sorge, deren Niederungen bis an den Fuß dieser Holme reichen, wird durch zwei silberne Wellenbalken hingewiesen.

## Wirtschaft und Infrastruktur
Die Gemeinde ist vorwiegend landwirtschaftlich strukturiert.
Durch Wohlde verlief die 1905 eröffnete Strecke Schleswig–Friedrichstadt der Schleswiger Kreisbahn. Allerdings wurde der Personenverkehr auf dem Abschnitt Wohlde–Friedrichstadt schon 1934 eingestellt. Ab 1942 wurde dieser Streckenteil abgebaut, nachdem auch der Güterverkehr zum Erliegen gekommen war. Ab 1950 wurde auch der Abschnitt Hollingstedt – Dörpstedt – Wohlde abgebaut.
Heute bedient wochentags die Buslinie 1512 der Verkehrsbetriebe Schleswig-Flensburg die Strecke und verbindet Wohlde mit dem Bahnhof Schleswig an der Bahnstrecke Flensburg–Neumünster (– Hamburg) und dem Bahnhof Friedrichstadt an der Marschbahn Westerland – Elmshorn (– Hamburg).

## Persönlichkeiten
- Christa Heise-Batt (* 1937), niederdeutsche Autorin und Theaterschauspielerin

## Trivia
Die Gemeinde Wohlde war der primäre Drehort für den erstmals 1973 ausgestrahlten Fernsehfilm Tatort: Jagdrevier.